# Montagne Chuska
Le Montagne Chuska sono una catena montuosa che si trova nel sud-ovest Stati Uniti d'America, posta a cavallo fra gli Stati dell'Arizona e del Nuovo Messico. Geologicamente fanno parte dell'Altopiano del Colorado.
La catena si sviluppa per circa 190 km da nord-ovest a sud-est. A nord è separata dai Monti Carrizo dalla Red Rock Valley. È delimitata a ovest dalla valle del Chinle Wash e ad est dalla valle del Chaco River, detta anche Chuska Valley, entrambi affluenti del San Juan River.
La zona nord della catena viene chiamata Monti Lukachukai, e la parte a sud di questi viene chiamata Monti Tunitcha. Sempre nella zona nord, ma sul lato est, nel territorio del Nuovo Messico, leggermente distaccato dalla catena principale, si trova il gruppo detto Beautiful Mountain, che in alcuni casi viene considerato separato dei Chuska.
La cima più alta della catena è il Roof Butte di 2.994 m, che si trova nella parte nord nel territorio della Contea di Apache in Arizona. Altre cime importanti sono il Matthews Peak (2.911) nei monti Tunitcha (Arizona), il Lukachukai Mountains High Point (2.885) sui monti omonimi (Arizona), il Beautiful Mountain (2861) nel territorio della Contea di San Juan nel Nuovo Messico ed il Washington Benchmark (2.856), nella zona sud della catena, anch'esso nella Contea di San Juan.